# Liste der Naturdenkmale in Schornsheim
Die Liste der Naturdenkmale in Schornsheim nennt die im Gemeindegebiet von Schornsheim ausgewiesenen Naturdenkmale (Stand 29. Februar 2024).

## Naturdenkmale
| Nr.         | Bezeichnung                             | Lage                         | Beschreibung              | Bild            |
| ----------- | --------------------------------------- | ---------------------------- | ------------------------- | --------------- |
| ND-7331-438 | Vier Linden an der evangelischen Kirche | Kirchstraße, bei Nr. 10 Lage | Tilia cordata, vier Bäume | Fotos hochladen |

## Ehemalige Naturdenkmale
| Nr. | Bezeichnung        | Lage                                                      | Beschreibung                                                             | Bild                                    |
| --- | ------------------ | --------------------------------------------------------- | ------------------------------------------------------------------------ | --------------------------------------- |
|     | Eiche an der B 420 | an der Abzweigung der Karl-Marx-Straße von der B 420 Lage | Quercus sp.; zwischen 2009 und 2012 gefällt, Rechtsverordnung aufgehoben | Direkt Bild zu diesem Denkmal hochladen |